# Paya Kambuek
Paya Kambuek is een bestuurslaag in het regentschap Aceh Utara van de provincie Atjeh, Indonesië. Paya Kambuek telt 743 inwoners (volkstelling 2010).